# Pischahorn
Pischahorn är en bergstopp i Schweiz.   Den ligger i regionen Prättigau/Davos och kantonen Graubünden, i den östra delen av landet, 190 km öster om huvudstaden Bern. Toppen på Pischahorn är 2 980 meter över havet, eller 405 meter över den omgivande terrängen. Bredden vid basen är 6,2 km.
Terrängen runt Pischahorn är huvudsakligen bergig. Närmaste större samhälle är Davos, 8,4 km väster om Pischahorn. 
Trakten runt Pischahorn består i huvudsak av gräsmarker. Runt Pischahorn är det ganska glesbefolkat, med 28 invånare per kvadratkilometer.